# Área de Aprendizaje Digital Noruega

NDLA logo

El Área de Aprendizaje Digital Noruega (NDLA)  (en noruego: Nasjonal digital læringsarena) es una empresa de una junta de condados que ofrece ventajas de aprendizaje digitales abiertas para la educación secundaria superior. Además de ser una recopilación de recursos educativos abiertos (OER), NDLA proporciona una gama de otras herramientas en línea para compartir y cooperar. La responsabilidad legal para el programa está a cargo del Concejal de Ayuntamiento de Hordaland. 
NDLA no tiene empleados propios, pero dirige co-trabajadores que están dentro del sistema de recursos del condado, así como co-trabajadores del sector privado. Las actividades del núcleo están organizadas en equipos: desarrollo de contenidos, desarrollo técnico, administración de aplicaciones, administración de contenido, NDLA interactivo, y soporte de escritorio.

## Historia
En 2006 el Ministerio noruego de Educación e Investigación destinó NOK 50 mil para el desarrollo de recursos de aprendizaje digitales para temas de educación secundaria. Entre los objetivos está la intención de profundizar el acceso y uso de recursos de aprendizaje digitales en educación secundaria y aumentar el volumen y la variedad de tales recursos. El aumento de la diversidad y del volumen fueron considerados como condiciones significativas para la introducción de material de aprendizaje libre en educación secundaria superior. El incentivo fue una enmienda imponiendo los condados para que proporcionen material educativo libre, tanto impreso como digital, incluyendo hardware digital.
El 20 de septiembre de 2006 los ejecutivos de jefe del condado de educación acordaron establecer un proyecto de junta para desarrollar material de contenido digital para todos los temas en educación secundaria. El proyecto fue nombrado Área de Aprendizaje Digital Noruega  (NDLA). El trabajo del proyecto preliminar empezó al comienzo del 2007; todos los condados, excepto Oslo, hicieron parte de la colaboración. El primer año el proyecto estuvo plenamente financiado por el Ministerio de Educación e Investigación. El 26 de septiembre el Primer ministro Jens Stoltenberg abrió oficialmente el Área de Aprendizaje Digital Noruega. En el año académico de 2008-2009 se iniciaron los materiales de contenidos para Noruega, en ciencias naturales, salud y cuidado social, los cuales estuvieron publicados durante el primer año en curso.
Los 18 condados que participan se hicieron cargo de la financiación del proyecto, y para el año académico de 2009-2010 el material de contenido digital estuvo proporcionado para 17 currículos y más de 30 áreas. Fueron aumentando por año y al inicio escolar de 2014, se cubrieron aproximadamente 40 currículas y 60 áreas dentro de la educación secundaria superior.
En 2013 el condado de Akershus decidió retirarse del proyecto, aun así, el condado reinició su participación en enero de 2014.
El número de visitas a los recursos de aprendizaje digitales ha ido aumentando desde el inicio del proyecto. Basado en índices de Google Analytics las figuras son:
- 2010: 1 431 017
- 2011: 2 876 541
- 2012: 4 799 181
- 2013: 7 022 812

El condado de Oslo no participa en el proyecto de NDLA pero es el condado con más visitas y uso de los recursos en ndla.no. En 2013 hubo 1.139.129 visitas de Oslo.

Screenshots of ndla.no front page
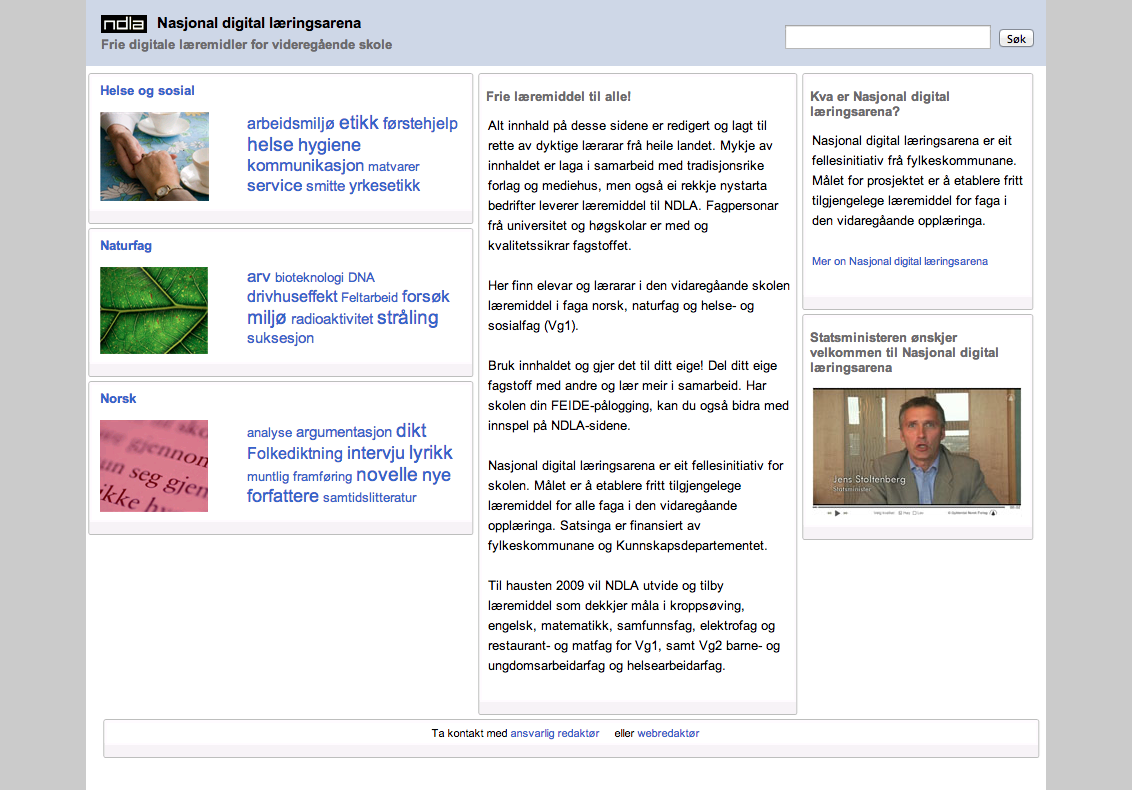
Año escolar 2008-2009
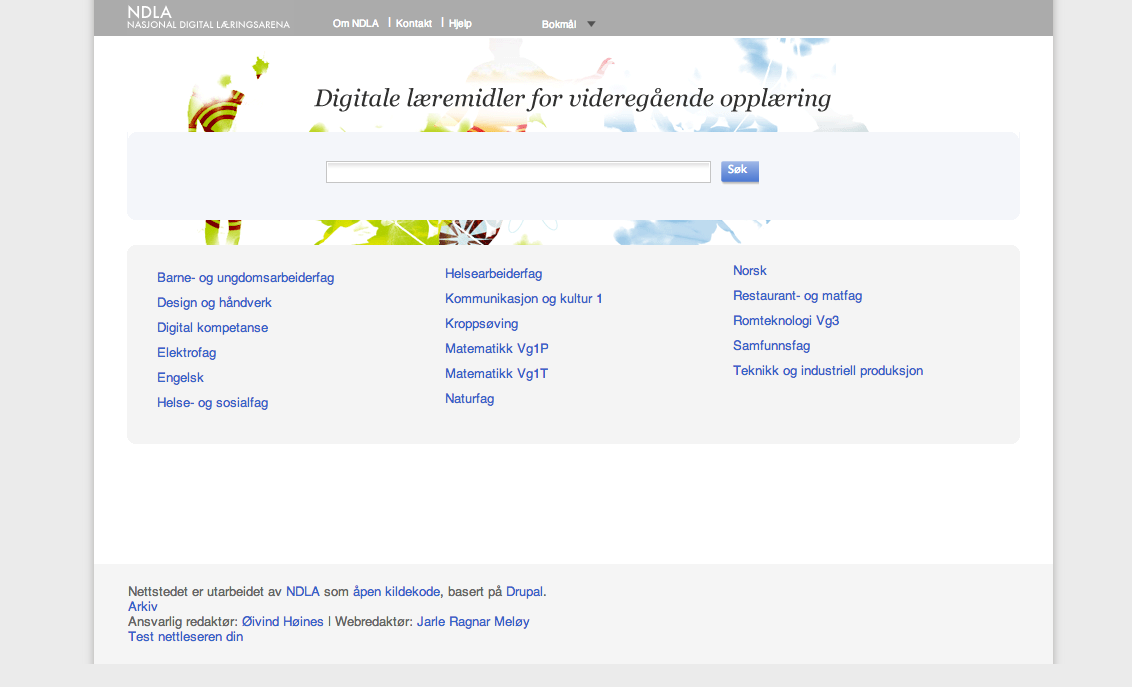
Año escolar 2009-2010
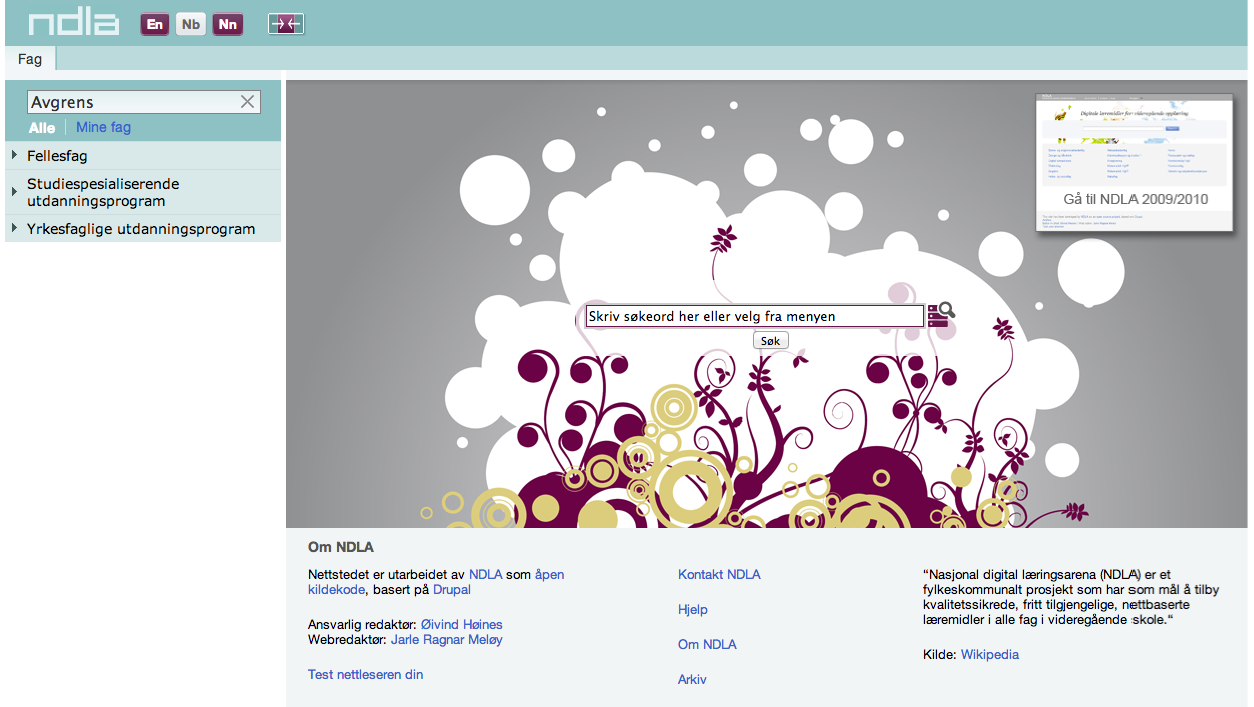
Año escolar 2010-2011
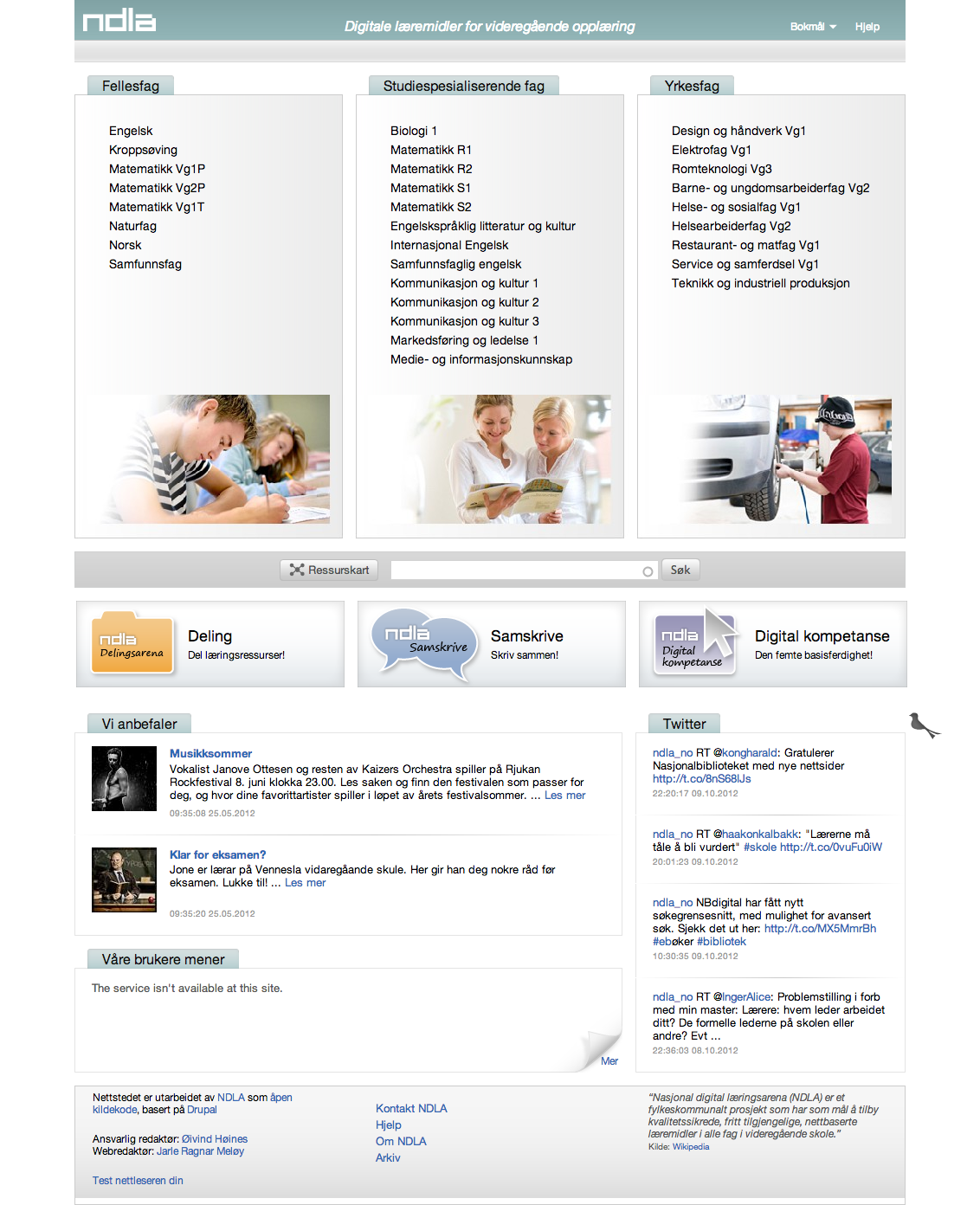
Año escolar 2011-2012
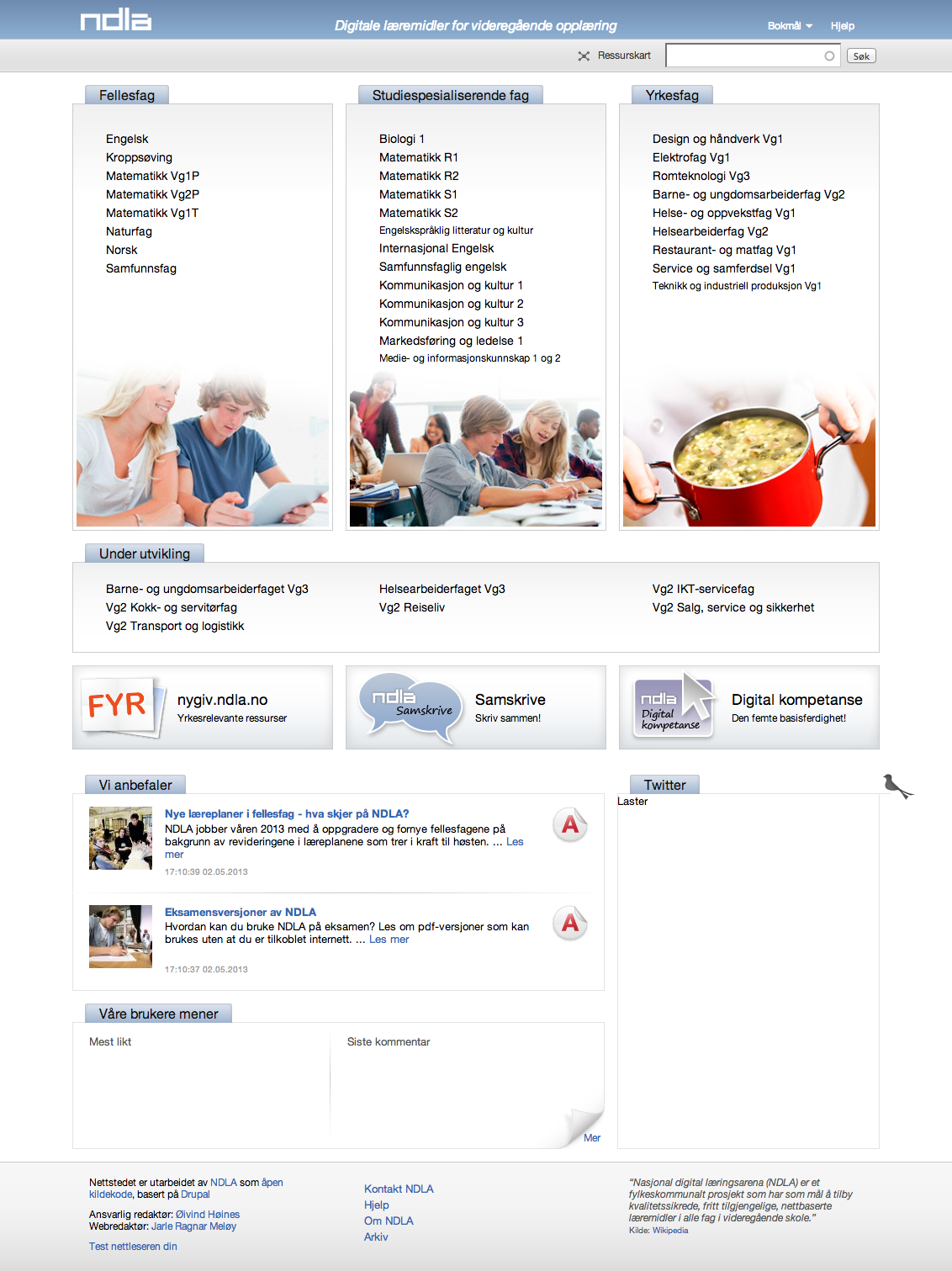
Año escolar 2012-2013
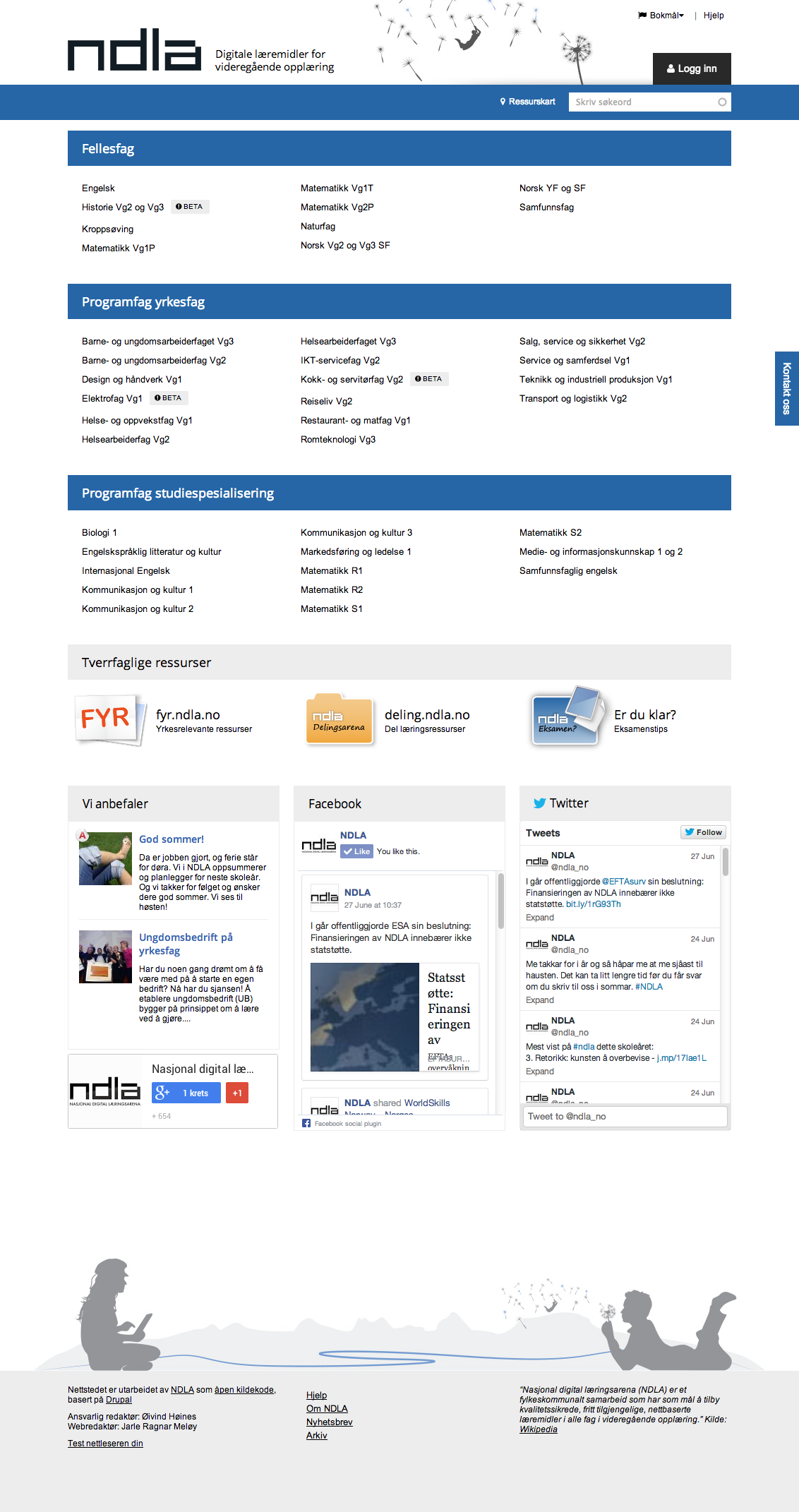
Año escolar 2013-2014
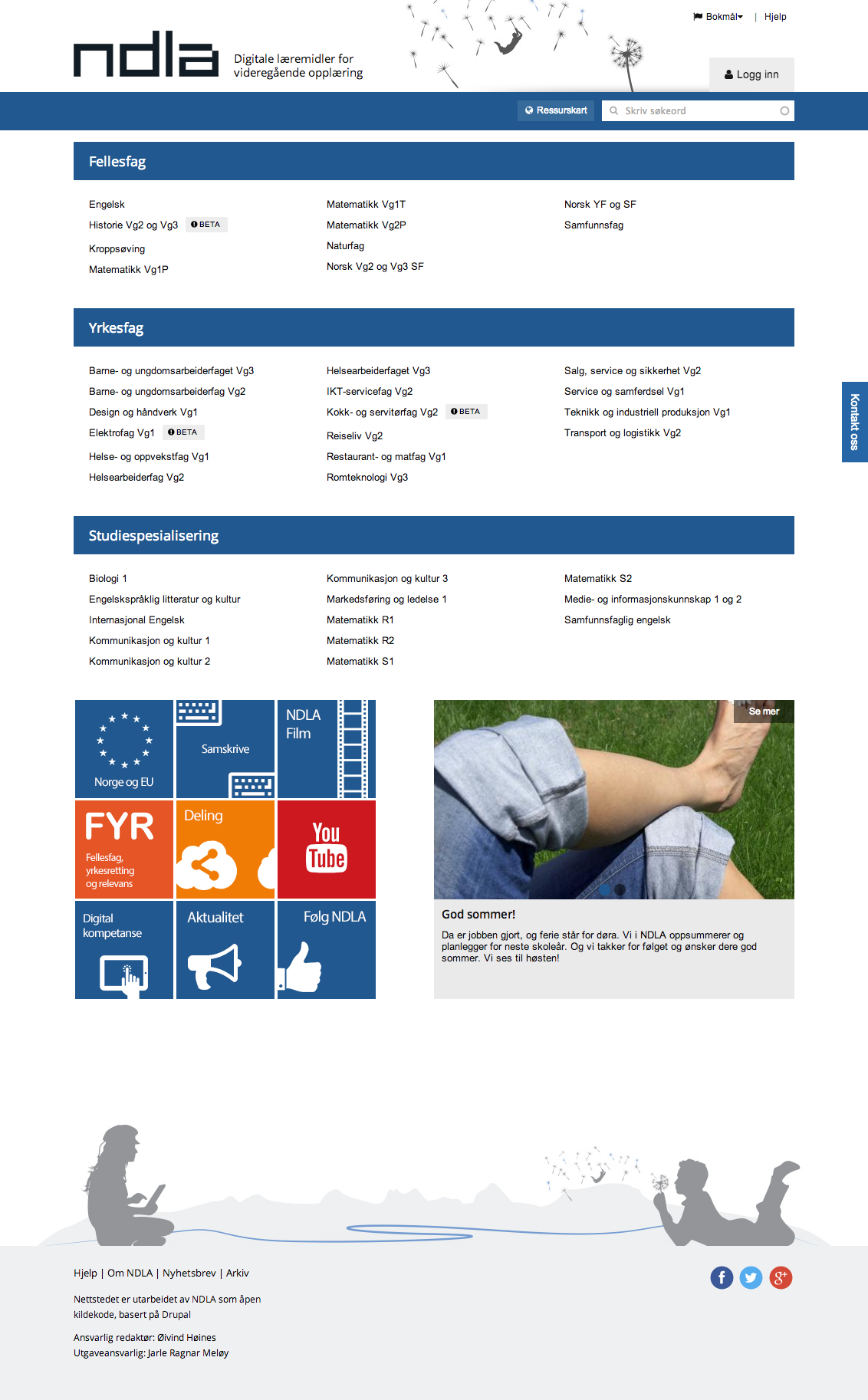
Año escolar 2014-2015

## Áreas temáticas disponibles
La mayoría del material disponible en NDLA está autorizado por la licencia de Creative Commons y es libre de ser utilizado. Todo el material está basado en información oficial de la Dirección Noruega de Educación y Formación. Al inicio del año académico de 2014, estuvo disponible el material de enseñanza de los siguientes temas y áreas:
- Temas generales básicos
  - Inglés
  - Educación física
  - Matemática
    - Matemática 1.º curso de año, práctico
    - Matemática 1.º curso de año, teórico
    - Matemática 2.º curso de año, práctico

  - Ciencias naturales
  - Noruego
  - Ciencias sociales
  - Historia 2.º y 3.º curso de año (no completado)
- Educación vocacional
  - Diseño y oficios 1.º curso de año
  - Estudios eléctricos 1.º curso de año (no completado)
  - Salud y adolescencia 1.º curso de año
    - La infancia y la juventud estudia 2.º y 3º cursos de año
    - Trabajador de salud 2.º y 3º cursos de año

  - El restaurante y la nutrición estudia 1.º curso de año
    - Cocinando y el auxiliar estudia 2.º curso de año (no completado)

  - Tecnología espacial 3.º curso de año
  - Servicio y Transporte 1.º curso de año
    - ICT El servicio estudia 2.º curso de año
    - Turismo 2.º curso de año
    - Empresarial, servicio y seguridad 2.º curso de año
    - Transporte y logística 2.º curso de año

  - Tecnología y producción industrial 1.º curso de año
- Niveles académicos
  - Biología 1
  - Inglés
  - Cultura y literatura inglesas 3.º curso de año
  - Inglés Internacional 2.º curso de año
  - Estudios sociales ingleses 3.º curso de año
  - Comunicación y cultura 1, 2,3
  - Marketing y administración
  - Matemática
    - Matemática R1
    - Matemática R2
    - Matemática S1
    - Matemática S2
    - Los medios de comunicación y la información 1º y 2º

## Otros Servicios
Además de los recursos de aprendizaje digitales abiertos, NDLA proporciona una serie de herramientas para compartir y cooperar. Algunas de estas son:
- FYR: Recursos de aprendizaje abierto para áreas básicas, pertinencia y estudios vocacionales.[9]
- Compartiendo:  Una plataforma para intercambio individual de material.[10]
- Mi NDLA:  Un registro que personaliza los puntos destacados y las notas del usuarios.[11] Requiere registrarse, pero no tiene ninguna limitación para registrar una cuenta.
- Collaborative Editor de tiempo real: Una herramienta basada en Etherpad para co-escribir.[12]
- NDLA Filmar: Un servicio abierto de películas con largometrajes, cortometrajes, documentales, y series de televisión.[13]
- Canal de YouTube: Proporciona NDLA vídeos.[14]

## Colaboración internacional
NDLA Coopera con Khan Academia para la traducción y organización de páginas, subtítulos noruegos para vídeos, marco noruego y tareas noruegas. Además NDLA coopera con el proyecto PhET de la Universidad de Colorado, proporcionando simulacros en HTML5 así como traducción y organización de las dos formas de noruegos.

## Tecnología
NDLA está desarrollado publicaciones en el sistema editorial Drupal 6. La solución fue inicialmente creada por el grupo en desarrollo Utdanning.no pero ahora el desarrollo y las operaciones están a cargo del grupo Cerpus. El código del núcleo del sistema es un software de código abierto para cualquiera que apunta a desarrollar recursos de aprendizaje digital.

## Premios y Nombramientos
En 2011 NDLA estuvo nominado para Premio de Servicio Público europeo (EPSA). El premio es otorgado anualmente dentro de la UE/EEC área, la ambición es desarrollar y mejorar soluciones dentro de administración pública y civil. NDLA Era candidato para el premio con la entrada: NDLA Innovación en Adquisición, Desarrollo y Distribución de Recursos de Aprendizaje Digital. Un total de 274 iniciativas fueron evaluadas, y 15 candidatos fueron nominados para el premio.
En 2014 NDLA ganó el Premio Boldic por su web abierta e innovadora repositorio en ndla.no. En su declaración el jurado destacó la estrategia del proyecto NDLA y las soluciones que pueden escalonarse a través de los países nórdicos y bálticostravés del nórdicos, y que NDLA proporciona una manera única de promover el aprendizaje a distancia y ICT-soportado flexible lifelong aprendizaje.

## Evaluaciones externas
Los recursos de aprendizaje de NDLA son continuamente evaluados por terceros independientes. Unos estudios realizados por usuarios externos en 2013 reveló que NDLA era mayoritariamente utilizado como complemento de un libro de textos tradicional, y el uso era en gran parte dirigido por el profesor. El alumnado destacó lecturas electrónicas y diferenció tareas más útiles. Tanto los profesores como el alumnado enfatizaron el valor de la posibilidad de diferenciar material y tareas con distintos diseños para estudiantes con capacidades de aprendizaje variables.

## Aprovisionamiento y Producción
NDLA busca en el mercado recursos de aprendizaje digital para cubrir los objetivos de las diferentes áreas. NDLA pide servicios de producción, grupos de desarrollo de material de aprendizaje digital, para cualquiera de laso partes o soluciones totales para un currículo completo.
La responsabilidad del trabajo editorial, orgación, meta-tagging, y poniendo junto el material en las diferentes áreas con sus respectivos grupos reclutados de escuelas secundarias superiores en los condados. La calidad de los contenidos de cada sitio son controlados por la academia universitaria, u otros especialistas en cada campo particular. Todo el material está publicado en las dos formas de noruegos.
Cuando la demanda no es conocida, los grupos editores producirán su propio material. Las compañías editoriales están invitadas a colaborar en cada ronda de compra, y son libres de hacer una oferta de su material que beneficie sus intereses.

## Financiando
Los ingresos básicos de NDLA son una contribución de la junta de los condados que toman parte, de NOK 400, - por estudiante, el cual constituye unos ingresos anuales estimados de NOK 64 mil. En 2013 esto era más bajo debido a que Akershus' dejó el proyecto. El 66% de los gastos netos de NDLA en 2013 estuvo gastado por encima del mercado.
En 2010 NDLA fue acusada por la Asociación de Editores noruegos ante la Autoridad de Vigilancia europea (ESA). Los editores reclamaron que la financiación estatal de más de NOK 150 mil no cumplía con el control internacional de soporte estatal financiero, y esto representó un obstáculo al establecimiento de un mercado libre para recursos de aprendizaje digitales.
La acusación fue inicialmente rechazada por el la Autoridad de Vigilancia EFTA el 12 de octubre de 2011. En diciembre de 2012 el despido estuvo puesto aparte por el EFTA Tribunal después de una apelación de la Asociación de Editores. En marzo de 2013 el tribunal de EFTA anunció una investigación formal de la financiación de NDLA, y ESA reabrió el caso. Después de un examen ESA llegó a la misma conclusión: la financiación de NDLA es conforme a las reglas de financiación estatal.